# Philipp Ernst von Mansfeld
Graf Philipp Ernst von Mansfeld aus dem Hause Artern (* 11. Mai 1560; † 15. September 1631 in Eilenburg) war ein sächsischer Amtshauptmann.

## Leben
Er stammte aus der Linie Artern des Grafengeschlechts von Mansfeld, das zu seinen Lebzeiten in finanzielle Schwierigkeiten geriet.
Graf von Mansfeld war von 1601 bis 1631 Amtshauptmann im Amt Eilenburg und von 1602 bis zu seinem Tod 1631 gleichzeitig auch Amtshauptmann in Grimma.
1631 wurde er in der Bergkirche St. Marien in Eilenburg beigesetzt.